# 313384 Holetschek
313384 Holetschek este o planetă minoră (asteroid) din centura de asteroizi. A fost descoperită pe 12 iunie 2002 la Observatorul Palomar de Maik Meyer⁠(d). 
Obiectul prezintă o orbită caracterizată de o semiaxă mare de 2,3516199525533 UAi, o excentricitate de 0,16480771736232, o înclinație de 2,1595013197259 ° în raport cu ecliptica.